# 말리카 메나르
말리카 메나르(Malika Ménard, 1987년 7월 14일 ~ )는 프랑스의 미인 대회 우승자이다. 2010년 미스 프랑스 우승자이며 미스 유니버스 2010에서 프랑스 대표로 참가했다.
말리카라는 이름은 아랍어로 "여왕"을 의미한다. 그는 이름 때문에 베르베르 혈통으로 알려지지 않았지만, 모로코에 오래 살았던 그의 부모는 그가 "100% 프랑스인"이라고 말했고 예쁜 어감 때문에 "말리카"라는 이름을 지었다.